# Slovanská Beseda
Slovanská Beseda, dt.: Slawisches Gespräch, war ein Wiener Verein für Menschen slawischer Herkunft zur Pflege der slawischen Sprachen und slawischer Kultur in Österreich. Er entwickelte sich zum kulturellen Sammelpunkt des böhmischen Adels und der tschechischen Elite.
Eine politische Einflussnahme war nach den Statuten zwar nicht beabsichtigt, ließ sich aber wohl als aktiver Zusammenschluss einer ethnischen Minderheit in Österreich nicht gänzlich ausschließen.
Seit 1848 hatte man sich um die Gründung eines solchen Vereins bemüht. Schließlich wurden im Jahr 1864 die Statuten genehmigt und im Folgejahr 1865 der Verein offiziell gegründet. Gründungsmitglied und erster Vorsitzender ab 1865 war Eugen Karl Graf Czernin von und zu Chudenitz. Nach Vereinsgründung wurden Flugschriften in tschechischer, slowakischer, polnischer, russischer, serbokroatischer, bulgarischer, slowenischer und deutscher Sprache verschickt, mit denen die Slawen in Wien von der Notwendigkeit eines solchen kulturellen Zusammenschlusses überzeugt werden sollten. Zu den Gründern gehörten wichtige Repräsentanten der österreichischen Aristokratie, Mitglieder des österreichischen Herrenhauses, des Reichsrates, der Böhmischen Akademie der Wissenschaften und der hohen Geistlichkeit.
Publizistisches Organ waren zunächst die Slavischen Blätter, seit Vereinsgründung (1865) im Eigenverlag herausgegeben von Abel Lukšić. Es waren gemäß Eigenwerbung „Monatshefte für Literatur, Kunst und Wissenschaften, für öffentliches und gesellschaftliches Leben, für Länder- und Völkerkunde, für Geschichte, Belletristik etc. der slavischen Völker, unter Mitwirkung von hervorragenden Schriftstellern und Künstlern.“